# Franz Petermann
Franz Petermann (ur. 28 września 1953, zm. 1 sierpnia 2019) – niemiecki psycholog dziecięcy.
Jego zainteresowania koncentrowały się wokół psychologii klinicznej i diagnostyki psychologicznej oraz psychologii rehabilitacyjnej. Piastował stanowisko profesora psychologii na Uniwersytecie w Bremie.

## Twórczość książkowa (wybór)
- Clinical Psychology and Single-case Evidence. Wiley, 2001. ISBN 0-471-49156-X. Brak numerów stron w książce
- Nichtsprachliche Lernstörung: Erscheinungsformen, Ursachen und Interventionsmöglichkeiten. Hogrefe, 2010. ISBN 978-3-8017-2185-5. Brak numerów stron w książce
- Training mit aggressiven Kindern. Beltz, 2012. ISBN 978-3-621-27817-1. Brak numerów stron w książce
- Psychologie des Vertrauens. Hogrefe, 2013. ISBN 978-3-8017-2415-3. Brak numerów stron w książce